# 聖維托雷

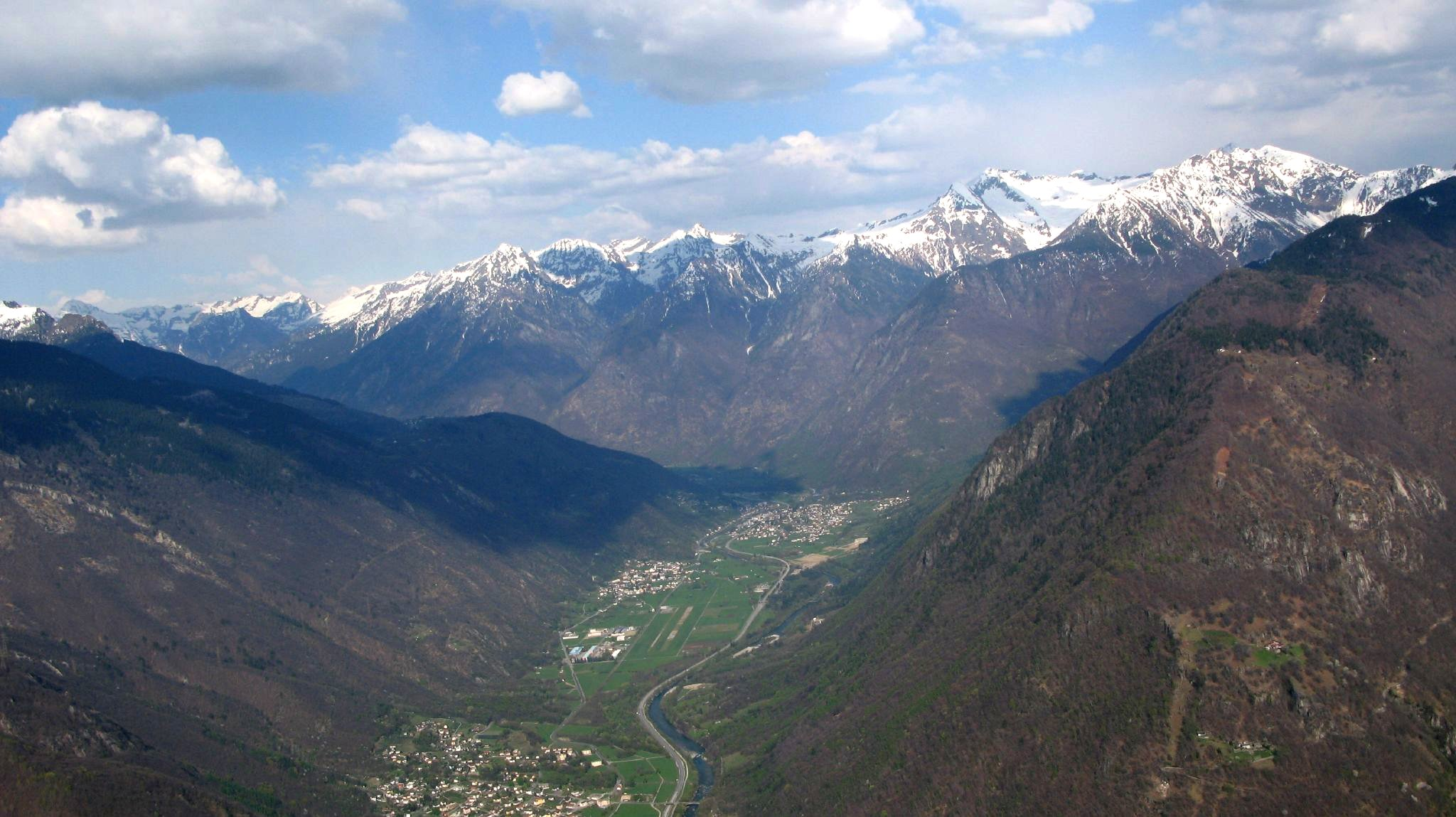

聖維托雷是瑞士的城鎮，位於該國東部，由格勞賓登州負責管轄，面積22.06平方公里，海拔高度278米，2011年人口724，人口密度每平方公里33人。

## 外部連結
- Official website （意大利文）